# La Coquille
La Coquille é uma comuna francesa na região administrativa da Nova Aquitânia, no departamento Dordonha. Estende-se por uma área de 22,28 km². Em 2010 a comuna tinha 1 319 habitantes (densidade: 59,2 hab./km²).